# Universale Economica Feltrinelli dal 701 al 800

## Dal n. 701 al n. 800
- I 100 precedenti: Universale Economica Feltrinelli dal 601 al 700

| Universale Economica Feltrinelli |                    | |                                                 |
|                                  |                    | |                                                 |
|                                  | Sezione            | Titolo | Autore                                          |
| 701                              | Varia              | Il Karate moderno: evoluzione di un'arte marziale | Ennio Falsoni                                   |
| 702                              | Saggi              | L'emancipazione della donna e la morale sessuale nella teoria socialista, con La donna e le sinistre storiche in Italia di Carla Ravaioli                      | Mechthild Merfeld                               |
| 703                              | Vite Narrate       | La vita di Gesù | Marcello Craveri                                |
| 704                              | Saggi              | Sesto senso. Chiaroveggenza, telepatia, fantasmi, presentazione di Giorgio Gabriele Alberti                                                                    | Hans Bender                                     |
| 705                              | Narrativa          | Il tamburo di latta | Günter Grass                                    |
| 706                              | Varia              | Referendum reverendum (caricature), presentazione di Franco Monicelli                                                                                          | Giorgio Forattini                               |
| 707                              | Saggi              | Agli albori della rivoluzione cinese: il movimento contadino a Hai-feng, a cura di Lucia Caterina                                                              | P'eng P'ai                                      |
| 708                              | Noir               | L'uomo a cui piacevano i cani | Raymond Chandler                                |
| 709                              | Saggi              | La terza cibernetica: per una mente creativa e responsabile, a cura di Bruna Zonta                                                                             | Silvio Ceccato                                  |
| 710                              | Varia              | Guida alla macrobiotica: 200 ricette per una vita migliore | Christina Tomshinsky                            |
| 711                              | Varia              | Sulla strada della fotografia | Federico Arborio Mella                          |
| 712                              | Narrativa          | In qualche punto della primavera, a cura di Dario Puccini | Nicolás Guillén                                 |
| 713                              | Saggi              | Guida alla semantica | Georges Mounin                                  |
| 714                              | Saggi              | Sani col training autogeno | Gisela Eberlein                                 |
| 715                              | Vite Narrate       | Mozart: la vita. Scritti e appunti 1945-1975 | Beniamino Dal Fabbro                            |
| 716                              | Saggi              | Italia 1945-1975: fascismo, antifascismo, Resistenza, rinnovamento (conversazioni promosse dal Consiglio regionale lombardo nel trentennale della Liberazione) | Marco Fini (a cura di)                          |
| 717                              | Vite Narrate       | Autobiografia, a cura di Iring Fetscher, prefazione di Virginia Visani                                                                                         | Aleksandra Kollontaj                            |
| 718                              | Varia              | Le più belle vittorie del campione mondiale di scacchi Anatolij Karpov                                                                                         | Adolivio Capece (a cura di)                     |
| 719                              | Varia              | Finché non crepi tu! (caricature), prefazione di Elena Gianini Belotti                                                                                         | Gabriella Verna                                 |
| 720                              | Noir               | Blues di Bay City e altri racconti | Raymond Chandler                                |
| 721                              | Narrativa          | Rulli di tamburo per Rancas (ballata I) | Manuel Scorza                                   |
| 722                              | Vite Narrate       | Una donna di Ragusa, preceduto da Un altro dopoguerra di Enzo Forcella                                                                                         | Maria Occhipinti                                |
| 723                              | Saggi              | Le chiavi della salute. Miti e verità, pregiudizi e punti nodali di un tema fondamentale: alimentazione e vita                                                 | Felice Tibaldi Chiesa                           |
| 724                              | Varia              | Cambia o non cambia? (caricature) | Renato Calligaro                                |
| 725                              | Varia              | Arnold Schönberg: l'uomo, l'opera, i testi musicati. Con una composizione giovanile inedita                                                                    | Giacomo Manzoni                                 |
| 726                              | Saggi              | Il dopoguerra italiano, 1945-1948: guida bibliografica | Gianfranco Bertolo (e altri)                    |
| 727                              | Saggi              | Apparenza e realtà. Arte figurativa nell'antico Oriente | Sabatino Moscati                                |
| 728                              | Saggi              | Commedie e drammi nel matrimonio, presentazione di Paul Watzlawick                                                                                             | Guglielmo Gulotta                               |
| 729                              | Vite Narrate       | Il gioco e la guerra. Note autobiografiche 1935-1943 | Luigi Pestalozza                                |
| 730                              | Teatro             | Le rane, a cura di Benedetto Marzullo | Aristofane                                      |
| 731                              | Narrativa          | Operette morali, introduzione di Antonio Prete | Giacomo Leopardi                                |
| 732                              | Narrativa          | Odile, nota introduttiva di Goffredo Fofi | Raymond Queneau                                 |
| 733                              | Saggi              | Che cos'è la rivoluzione industriale | Claude Fohlen                                   |
| 734                              | Saggi              | La matrice ideologico-letteraria dell'eversione fascista | Mario De Micheli                                |
| 735                              | Saggi              | La droga e il sistema: cento drogati raccontano la nuova repressione                                                                                           | Marisa Rusconi e Guido Blumir                   |
| 736                              | Narrativa          | La città e i cani | Mario Vargas Llosa                              |
| 737                              | Narrativa          | Grande Sertão | João Guimarães Rosa                             |
| 738                              | Narrativa          | La paglia bruciata: racconti in versi, prefazione di Roberto Roversi, nota di Cesare Zavattini                                                                 | Ignazio Buttita                                 |
| 739                              | Narrativa          | Un'estate con sentimento | John Harvey                                     |
| 740                              | Noir               | La semplice arte del delitto: tutti i racconti, vol. I, a cura di Oreste Del Buono                                                                             | Raymond Chandler                                |
| 741                              | Narrativa          | Cuore di tenebra | Joseph Conrad                                   |
| 742                              | Narrativa          | Una testa tagliata | Iris Murdoch                                    |
| 743                              | Saggi              | Il mondo delle formiche: un universo fantascientifico, introduzione di Giorgio Celli                                                                           | Rémy Chauvin                                    |
| 744                              | Saggi              | Sul numero e la sua storia | Ettore Picutti                                  |
| 745                              | Saggi              | Il 1848 a Milano e a Venezia. Con uno scritto sulla condizione delle donne, a cura di Sandro Bortone                                                           | Cristina di Belgioioso                          |
| 746                              | Saggi              | Le poetiche. David, Delacroix, Courbet, Cézanne, Van Gogh, Picasso. Antologia degli scritti                                                                    | Mario De Micheli                                |
| 747                              | Narrativa          | Favole esopiche tradotte da Concetto Marchesi | Esopo                                           |
| 748                              | Saggi              | Manuale illustrato di terapia sessuale | Helen S. Kaplan                                 |
| 749                              | Saggi              | Il suicidio e il tentato suicidio | Erwin Stengel                                   |
| 750                              | Saggi              | L'alcolismo: patologia e terapie del bere | Neil Kessel e Henry Walton                      |
| 751                              | Saggi              | Il Partito Socialista Italiano nel periodo della neutralità 1914-1915                                                                                          | Leo Valiani                                     |
| 752                              | Narrativa          | Il servo Jernej e il suo diritto | Ivan Cankar                                     |
| 753                              | Saggi              | Storia del marxismo contemporaneo, vol. I: Kautsky e Bernstein                                                                                                 | a cura della fondazione Giangiacomo Feltrinelli |
| 754                              | Saggi              | Storia del marxismo contemporaneo, vol. II: Schmidt, Hilferding, Mehring, Bauer, Adler, Renner                                                                 | a cura della fondazione Giangiacomo Feltrinelli |
| 755                              | Saggi              | Storia del marxismo contemporaneo, vol. III: Plechanov, Struve, Tugan-Baranovskij, Lafargue, Jaurès, Labriola, Hyndman, De Leon                                | a cura della fondazione Giangiacomo Feltrinelli |
| 756                              | Saggi              | Storia del marxismo contemporaneo, vol. IV: Luxemburg, Liebknecht, Pannekoek                                                                                   | a cura della fondazione Giangiacomo Feltrinelli |
| 757                              | Saggi              | Storia del marxismo contemporaneo, vol. V: Lenin | a cura della fondazione Giangiacomo Feltrinelli |
| 758                              | Saggi              | Storia del marxismo contemporaneo, vol. VI: Trockij e Bucharin                                                                                                 | a cura della fondazione Giangiacomo Feltrinelli |
| 759                              | Saggi              | Storia del marxismo contemporaneo, vol. VII: Stalin, Pašukanis, Mao Tse-tung                                                                                   | a cura della fondazione Giangiacomo Feltrinelli |
| 760                              |                    | |                                                 |
| 761                              |                    | |                                                 |
| 762                              | Narrativa          | Ritratto di Dora | Hélène Cixous                                   |
| 763                              | Saggi              | Alcuni casi di omosessualità | Pino Frezza                                     |
| 764                              | Cinema             | Capire con il cinema: 200 film prima e dopo il '68 | Goffredo Fofi                                   |
| 765                              | Narrativa          | Fino all'estremo, prefazione di Tommaso Giglio | Joseph Conrad                                   |
| 766                              | Saggi              | Alban Berg: la vita, l'opera, i testi musicati | Paolo Petazzi                                   |
| 767                              | Narrativa          | Il richiamo della notte: racconti di fantastoria e fantascienza, a cura di Maurizio Flores d'Arcais                                                            | Jack London                                     |
| 768                              | Storia e filosofia | Cesare Beccaria e le origini della riforma penale, pubblicato con Dei delitti e delle pene di Cesare Beccaria                                                  | Marcello Maestro                                |
| 769                              | Narrativa          | Il mandato | Nikolaj Ėrdman                                  |
| 770                              | Saggi              | Aspettando il medico: critica medica pratica per tutti | Laura Conti (a cura di)                         |
| 771                              | Narrativa          | Sotto il vulcano | Malcolm Lowry                                   |
| 772                              | Noir               | La semplice arte del delitto: tutti i racconti, vol. II, a cura di Oreste Del Buono                                                                            | Raymond Chandler                                |
| 773                              | Narrativa          | Storia di Garabombo l'invisibile (ballata II) | Manuel Scorza                                   |
| 774                              | Narrativa          | Figlio di uomo | Augusto Roa Bastos                              |
| 775                              | Saggi              | Le origini del capitalismo | Jean Baechler                                   |
| 776                              | Saggi              | Training autogeno per progrediti. Esercizi di grado superiore                                                                                                  | Gisela Eberlein                                 |
| 777                              | Narrativa          | Nemico della Costituzione: l'inatteso gonfiarsi del fascicolo personale dell'insegnante Kleff                                                                  | Peter Schneider                                 |
| 778                              | Saggi              | Fisiologia e psicologia dell'orgasmo femminile: una grande inchiesta medico-sociologica                                                                        | Seymour Fisher                                  |
| 779                              | Memoria            | Anna Kuliscioff: immagini, scritti, testimonianze | Franco Damiani e Fabio Rodriguez (a cura di)    |
| 780                              | Saggi              | Gramsci vivo nelle testimonianze dei suoi contemporanei, prefazione di Giuseppe Fiori                                                                          | Mimma Paulesu Quercioli (a cura di)             |
| 781                              | Narrativa          | L'ora di tutti | Maria Corti                                     |
| 782                              | Narrativa          | Ultima fermata a Brooklyn | Hubert Selby                                    |
| 783                              | Narrativa          | La bastarda, prefazione di Simone de Beauvoir | Violette Leduc                                  |
| 784                              | Narrativa          | Il taccuino d'oro, 2 voll. | Doris Lessing                                   |
| 785                              | Saggi              | Che cosa è l'arte?, a cura di Filippo Frassati | Lev Tolstoj                                     |
| 786                              | Narrativa          | Anni di cani | Günter Grass                                    |
| 787                              | Saggi              | Conversazioni con Stalin | Milovan Đilas                                   |
| 788                              | Vite Narrate       | Totò, l'uomo e la maschera | Franca Faldini e Goffredo Fofi (a cura di)      |
| 789                              | Saggi              | Osservazioni sulla tortura, prefazione di Roberto Bonchio | Pietro Verri                                    |
| 790                              | Saggi              | La pazzia degli altri, prefazione di Bruno Bettelheim | Geneviève Jurgensen                             |
| 791                              | Varia              | Ridateci il nemico! (caricature) | Renato Calligaro                                |
| 792                              | Vite Narrate       | La storia di Dario Fo | Chiara Valentini                                |
| 793                              | Poesia             | La peddi nova, prefazione di Carlo Levi | Ignazio Buttita                                 |
| 794                              | Memoria            | Arte per amore: scritti e pagine di diario, prefazione di Vittorio Sereni                                                                                      | Ernesto Treccani                                |
| 795                              | Cinema             | La recita, a cura di Alberto Barbera e Gianni Volpi, presentazione di Goffredo Fofi                                                                            | Theo Angelopoulos                               |
| 796                              | Saggi              | Storia dell'Italia moderna, vol. I: Le origini del Risorgimento 1700-1815                                                                                      | Giorgio Candeloro                               |
| 797                              | Saggi              | Storia dell'Italia moderna, vol. II: Dalla Restaurazione alla Rivoluzione nazionale 1815-1846                                                                  | Giorgio Candeloro                               |
| 798                              | Saggi              | Storia dell'Italia moderna, vol. III: La Rivoluzione nazionale 1846-1849                                                                                       | Giorgio Candeloro                               |
| 799                              | Saggi              | Storia dell'Italia moderna, vol. IV: Dalla Rivoluzione nazionale all'Unità 1849-1860                                                                           | Giorgio Candeloro                               |
| 800                              | Saggi              | Storia dell'Italia moderna, vol. V: La costruzione dello Stato unitario 1860-1871                                                                              | Giorgio Candeloro                               |

- I 100 successivi: Universale Economica Feltrinelli dal 801 al 900